# Siklós László (biológus)
Siklós László (Szeged, 1955. február 27. –) magyar biológus.

## Életpálya
Általános és középiskolai tanulmányait Szegeden végezte francia illetve fizikus szakon. Fizikusi diplomáját a budapesti Eötvös Loránd Tudományegyetemen szerezte meg.  A Központi Fizikai Kutatóintézetben fizikusi kutatómunkát végzett. A Szegedi Biológiai Központban idegrendszeri kutatásokkal kezdett el foglalkozni. 1985-ben biofizikából egyetemi doktori, 1992-ben biológiából kandidátusi címet szerzett. Az MTA doktori fokozatát (biológiából) 2000-ben szerezte meg. Az MTA Szegedi Biológiai Központ (SzBK) Biofizikai Intézetének tudományos tanácsadója, igazgatóhelyettese. A Molekuláris Neurobiológiai Csoport vezetője. Az SZTE Elméleti Orvostudományi Doktori Iskola egyik alapító tagja.

## Tudományos munka
- Külföldi ösztöndíjak
  - Göttingeni Egyetem Anatómiai Intézet
  - Göttingeni Max Planck Intézet
  - Houstoni Baylor College of Medicine Neurológiai Intézet
- Kutatási területek
  - az idegrendszeri folyamatok kalcium-függésének elemzésének vizsgálta,
  - fiziológiás idegi folyamatok tanulmányozása,
  - a kóros, degeneratív folyamatok kutatása

## Írásai
- tudományos közleményeinek száma: 65.
- monográfiák és szakkönyvek száma melyben fejezetet/részt írt: 5.
- egy hallgatói jegyzetnek is társszerzője
- rangos nemzetközi folyóiratoknak rendszeres bírálója.

## Szakmai sikerek
Tudományos eredményeit a Magyar Biofizikai Társaság, a Richter Gedeon és a Teva-Biogal Gyógyszerészeti Gyár, illetve két ízben a Magyar Mikroszkópos Társaság díjaik adományozásával ismerték el. 2004 óta az Akadémia főtitkára mellett működő tanácsadó testületnek (AKT) tagja.
2016-ban a Magyar Érdemrend lovagkeresztjével tüntették ki.